# Vetenskapsåret 1753

## Händelser
- Benjamin Franklin uppfinner en åskledare, en naturlig följd av hans drakexperiment 1752.

### Astronomi
- 20 september - Den svenska Vetenskapsakademiens observatorium i Stockholm invigs.

### Botanik

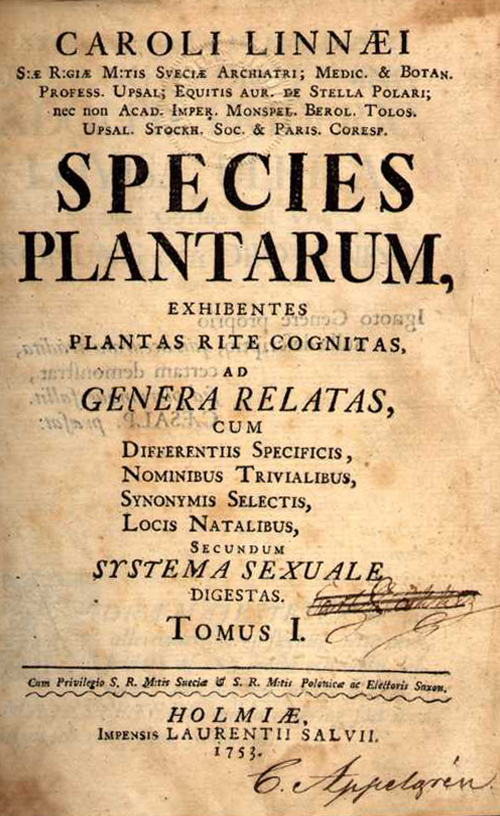
Första upplagan av Linnés Species Plantarum.

- 1 maj - Carl von Linné publicerar Species Plantarum, vilket anses vara början av den vetenskapliga klassificeringen av växter. [1]

## Medicin

### Okänt datum
- James Lind publicerar första utgåvan av A Treatise on the Scurvy (although it was little noticed at this time).[2]

## Pristagare
- Copleymedaljen: Benjamin Franklin, amerikansk naturforskare, politiker och uppfinnare. Undertecknare av Declaration of Independence.

## Födda
- 26 mars - Benjamin Thompson (död 1814), amerikansk fysiker och uppfinnare.
- 28 april - Franz Karl Achard (död 1821), tysk kemist.
- 13 maj - Lazare Carnot (död 1823), fransk ingenjör och matematiker, far till Nicolas Léonard Sadi Carnot.
- 13 juni - Johan Afzelius (död 1837), svensk kemist.
- 3 augusti - Charles Stanhope, 3:e earl Stanhope (död 1816), brittisk vetenskapsman.

## Avlidna
- Olof Torén (född 1718), svensk botaniker, en av Linnés lärjungar.
- 11 januari - Hans Sloane (född 1660), brittisk samlare och naturforskare, grundare av British Museum.
- 12 maj - Nicolas Fatio de Duillier (född 1664), schweizisk matematiker
- 6 augusti - Georg Wilhelm Richmann (född 1711), tysk fysiker.

### Fotnoter
1. ↑  Starten enligt International Code of Nomenclature for algae, fungi, and plants.
2. ↑  Bartholemew, M. (6 mars 2002). ”James Lind and Scurvy: a revaluation”. Journal for Maritime Research (National Maritime Museum).